# Parastenocaris arganoi
Parastenocaris arganoi is een eenoogkreeftjessoort uit de familie van de Parastenocarididae. De wetenschappelijke naam van de soort is voor het eerst geldig gepubliceerd in 1982 door Cottarelli & Mura.